# Nattfrieri
Nattfrieri var en nordeuropeisk sed där unga män nattetid, särskilt på lördags- och söndagsnätter, kollektivt uppvaktade traktens ogifta unga kvinnor. Det var alltså en institutionaliserad form av frieri (här i betydelsen "att uppvakta" se SAOB) som förekom på landet i hela Sverige under 1800-talet, och som varade ända in på 1900-talet i Värmland, Dalarna och Norrland.  Begreppet ”nattfrieri” myntades troligen av den norske samhällsforskaren Eilert Sundt på 1850-talet.

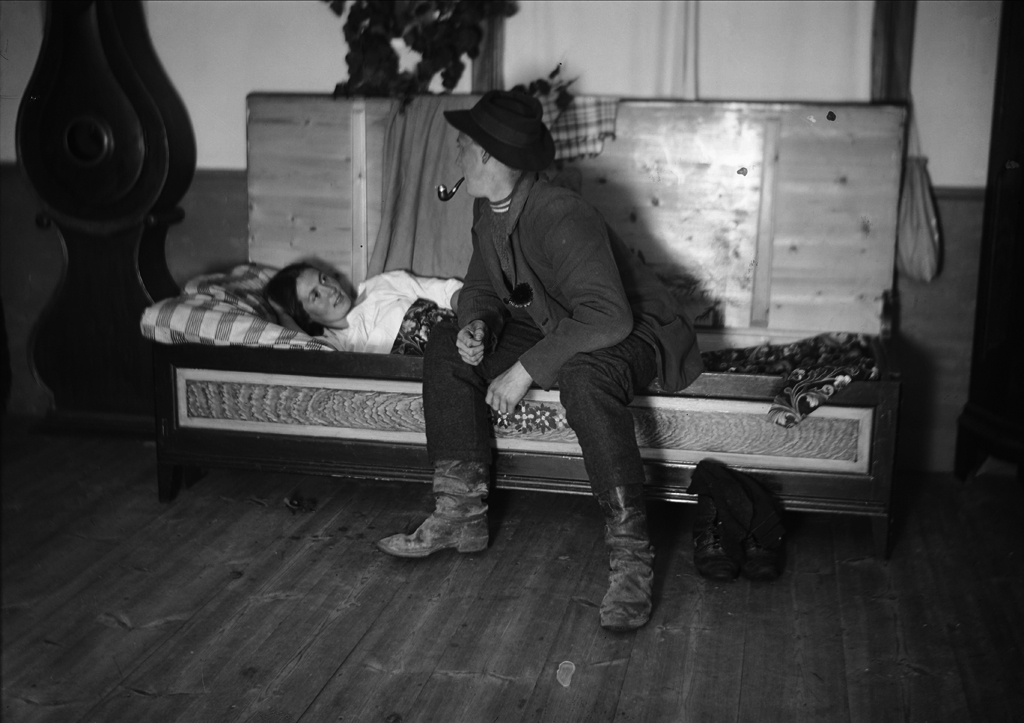
Nattfrieri. En man sitter på sängkanten och pratar med liggande kvinna. Värmland, Mangskogs socken.

Under 1800-talet var seden vida utbredd utom i Sverige också i Norge och Finland. Från Norge berättas det 1853: "Frieriet försiggår även i de mest välbärgade familjer endast genom nattbesök, och hos arbetarklassen äga nattfrierier allmänt rum". Nattfrieriet innebar en möjlighet att etablera kontakt med det motsatta könet genom fasta och kollektiva former. Oftast förutsattes deltagarna vara konfirmerade, vilket i bondesamhället innebar att man betraktades som vuxen.
I allmänhet var man mycket noga med att man förhöll sig anständigt under nattfrieriet. Från Norge berättas om en ung gosse förlovad med en flicka från grannsocknen som blev utkastad ur sängen sedan han tagit av sig tröjan.
Samuel Ödmann beskrev seden i sin barndoms Småland, där flickan låg nedbäddad med täcket upp till halsen, och man noga höll på att mannen inte tilläts stoppa in någon hand under täcket. Han beskriver också att de flesta flickorna på det här sättet hunnit ligga hos mer än halva socknen. De unga männens besök som företogs på natten mellan söndag och måndag kallades här att gå "på ligg".
Nattfrieriet ägde rum på kvällen eller på natten. Unga män samlades då i en grupp och fördelade mellan sig vem som skulle besöka vilken av ortens eller grannortens unga ogifta kvinnor. Pojkarna knackade på fönstret till ”sin” flicka som låg och sov, och gick sedan in till henne.  Från de svenskspråkiga delarna av Finland finns skildringar om att friaren skulle bjuda flickan på två supar, en för vart öga. Det var flickan som avgjorde om han fick stanna över natten.
Nattfrieriet fungerade för de unga männen som en sorts urvalsprocess före äktenskapet. Avsikten var att se ifall de två passade ihop. Ingen utomstående fick vara med. Det hela slutade ofta med att den unga kvinnan kokade kaffe till sin nattfriare. För det mesta förekom inget sexuellt umgänge. Kyrkan var emot nattfrierierna. Prästerna hade till uppgift att övervaka sedligheten i sin församling, men det finns många uppgifter från 1800-talet som visar att nattfrieriet fortsatte som förut trots myndigheternas försök att motarbeta de så kallade ”nattloppen”.
Seden har tidigare haft en betydligt vidare utbredning. En schlesisk riddare beskriver 1578 hur han i hertigen av Liegnitz följe under en övernattning i Nordtyskland bjuds att fullt påklädd övernatta hos en ung adelsdam, en i hans hemtrakter känd sed. Redan under 1600-talet börjar traditionen dö bort hos de högre stånden. I Danmark dog den ut på 1700-talet, även om den ännu under 1800-levde kvar på Fehmarn, Föhr och Sylt, trots återkommande förbud. Den holsteinska benämningen har varit fenstre, även i Holland har den förekommit under namnet Fenstring.
Den finländske etnologen och sociologen K. Rob. V. Wikman beskriver denna form av kollektivt gruppfrieri från delar av Finland, Sverige, Norge, Österrike, Schweiz, Tyskland, Estland och Lettland. Den gemensamma faktorn i dessa områden med nattfrieri var fäbodsdrift, d.v.s. de unga kvinnorna förde under sommarmånaderna ut boskap på bete, och bodde i bodar som kunde vara långt från hembyn. Detta möjliggjorde nattfrieriet under former som organiserades och övervakades av ungdomarna själva. En förutsättning var också ett socialt homogent samhälle där alla kände alla och äktenskapspartnern vanligtvis kom från den egna byn.